# Carolwood Pacific Railroad
Carolwood Pacific Railroad est le nom du chemin de fer miniature construit en partie par Walt Disney dans son jardin. Le nom provient de la rue où résidait Walt Disney : la Carolwood Drive dans le quartier d'Holmby Hills à Los Angeles et du fait que les noms des sociétés de chemin de fer du XIXe siècle précisaient sur quelle façade océanique elles étaient situées.
Ce train est en partie à l'origine des parcs Disney car un train miniature a toujours été présent dans les projets de Disneyland. La passion de Walt pour les trains l'amena aussi à vouloir utiliser des systèmes de transports ferroviaires pour résoudre les problèmes de congestion des villes et intégra donc des exemples de ce type de transport dans ses parcs : Disneyland Railroad, Disneyland Monorail, Walt Disney World Monorail, les PeopleMover ou les Omnimover.

## Une passion de jeunesse
Michael Martin, un oncle de Walt Disney, était ingénieur dans les locomotives à vapeur. Il aida Walt à trouver un job d'été lorsque ce dernier était adolescent dans le Missouri. Walt devait vendre des journaux, des bonbons, des fruits et des sodas à bord du Missouri Pacific Railroad. Il devait porter un uniforme. Walt adora, semble-t-il le port de l'uniforme, les bonbons et la possibilité de voir du pays en plus de la technologie des trains à vapeur.
Pour assouvir sa passion, Walt s'offrit toutefois dans les années 1940 un grand modèle réduit de la marque Lionel et le disposa dans une pièce adjacente à son bureau des studios.
En 1946, le médecin de la famille Disney conseille à Walt de se trouver un hobby pour réduire la pression professionnelle, une heure ou deux par jour. Il a rejoint quelques-uns de ses employés fans de trains miniatures dont Ollie Johnston et Ward Kimball, deux des neuf sages et Roger E. Broggie, directeur du Service Technique des studios.
Peu après Walt imagine installer un train au sein des studios et propose de récupérer des locomotives utilisées à la Pan American Fair de San Francisco en 1915 et récupérées par un habitant de Los Gatos.

## Un train dans le jardin

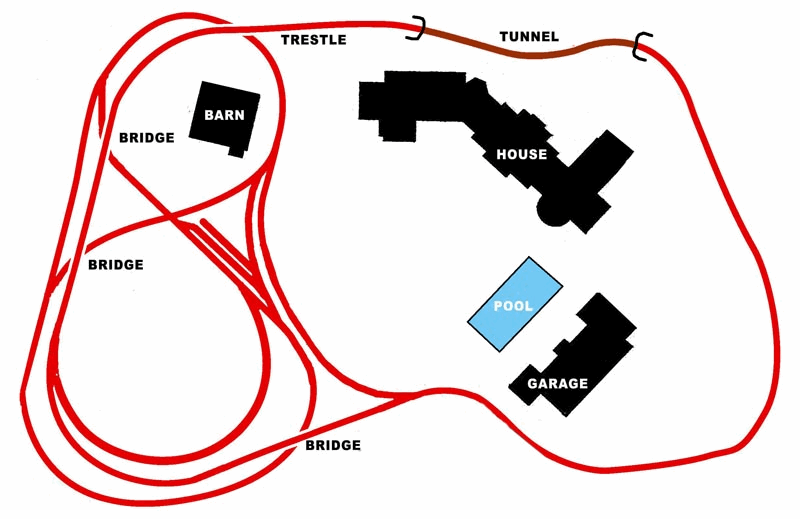
Croquis présentant le parcours du train créé dans le jardin de Walt Disney.

Ce n'est qu'en 1949, que Walt Disney put assouvir sa passion pour les miniatures ferroviaires à une nouvelle échelle. C'est au profit d'un déménagement dans une nouvelle maison avec une grande parcelle de terrain située dans le quartier d'Holmby Hills. Ward Kimball et sa femme Betty, déjà propriétaires de leur propre train dans leur jardin nommé Grizzly Flats Railroad, ainsi qu'Ollie Johnston qui possédait de nombreux trains miniatures, aidèrent Disney à développer les plans du chemin de fer.
Walt commença immédiatement à construire son propre train miniature dans son jardin. Il fit faire des travaux de terrassements afin d'aménager des collines et une berne protégeant les voisins du bruit du train à vapeur. Le nom du chemin de fer, Carolwood Pacific Railroad, provient de l'adresse de Walt située dans la rue Carolwood Drive. C'est Roger E. Broggie, un membre des studios Disney ingénieur de son état qui construisit la première locomotive à vapeur. Walt donna à la machine le nom de Lilly Belle en honneur de sa femme. Le train miniature a réalisé son premier tour de circuit le 7 mai 1950,.
Après le tournage de Danny, le petit mouton noir, la réplique d'une gare de chemin de fer en bois a été démontée et installée par Ward Kimball dans le jardin afin de compléter le décor du train miniature.
Le chemin de fer miniature était sur un parcours de 850 m de long comprenant un pont métallique de 15 m de long, des boucles, un viaduc, des collines, un tunnel de 30 m sous les bancs de fleurs de Mme Disney et une berne élevée en terre afin de cacher aux voisins la vue. Le jardin a été agencé par Bill Evans, alors horticulteur et jardinier paysagiste. Walt l'engagea quelques années plus tard pour faire la même chose à Disneyland.
Les amis de Walt et ses filles purent fréquemment faire un tour dans le train. Walt poussait même le réalisme jusqu'à disposer des valises sur le quai de la gare et à composter lui-même des billets. Les animateurs du studio ont parodié cette passion dans Bon pour le modèle réduit (1951).

### Granny's Cabin
Vers la fin de l'année 1950, Walt Disney ayant achevé la construction du Carolwood Pacific Railroad, il entame la reproduction en miniature d'un décor du film Danny, le petit mouton noir  (1948) dans un diorama qu'il baptise Granny's Cabin la cabane de Granny, un personnage du film. Fin novembre et courant décembre 1952, d'après le journal Los Angeles Time, Walt expose la miniature de 8 pieds (2,4 m) qu'il a réalisé de ses mains au Auditorium Pan-Pacific lors du Festival of California Living.

### La locomotive à vapeur
Disney était en admiration devant les proportions et l'aspect général de la locomotive N° 173 de la Central Pacific Railroad. Roger E. Broggie, technicien des studios Disney l'avait utilisé comme modèle pour son train miniature à l'échelle 1/8. Comme le prototype, la véritable machine à vapeur était une de type "Américain"  avec une configuration d'essieu 4-4-0 dans la classification Whyte. 
Le premier chiffre donne le nombre de roues de chaque côté à l'avant de la locomotive pour la direction, suivi du nombre de roue pour la propulsion puis le nombre de roue derrière celle de propulsion.
Walt nomma sa locomotive Lilly Belle en l'honneur de sa femme Lillian qui l'avait soutenu dans sa passion pour les trains. Cette locomotive était assez puissante et assez large pour qu'une personne grimpe dedans et que des passagers s'assoie sur les wagons lors des « voyages » dans le jardin.

### Le hangar de Walt
Walt Disney pouvait contrôler les voies du Carolwood Pacific Railroad disposées dans le jardin depuis un hangar spécial. Ce hangar servait aussi de zone de stockage pour le matériel roulant. Depuis ce bâtiment, Walt dirigeait les opérations des voies avec une console incluant des signaux totalement fonctionnels.
Ce hangar servait aussi à Walt de lieu de détente et de ferme à idées.
Lors du départ de la famille Disney de la propriété de Holmby Hills, le chemin de fer fut détruit mais le hangar fut racheté grâce aux efforts, entre autres, de la Walt Disney Family Foundation et reconstruit au sein du musée des locomotives à vapeur de Los Angeles situé dans Griffith Park (au sud des Walt Disney Studios). Le hangar est depuis ouvert au public en certaine occasion et maintenu par la Carolwood Pacific Historical Society.

## Un précurseur des parcs Disney

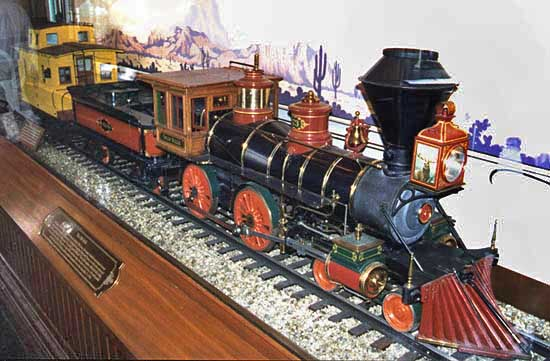
Maquette de la locomotive Lilly Belle exposée au parc Disneyland.

Herbie, (Herb Ryman) je veux juste qu'il (Disneyland) ressemble à aucune autre chose sur terre. Et il doit être entouré par un train. —Walt Disney 1954, consigne pour le parc Disneyland.
Le premier train de Walt se lança officiellement sur les rails du Carolwood Pacific Railroad le 15 mai 1950. Walt l'utilisa pour amuser ses filles et les enfants de ses amis, voire certains amis venus pour des diners. Walt passait des heures sur son train. Mais il désirait en faire profiter le plus de personnes possible.
Les premiers projets pour un parc de loisirs (puis à thèmes) de Disney comprenait un train. D'abord le train circulait sur une voie en forme de 8 dans la parcelle alors inoccupée des Walt Disney Studios située de l'autre côté de Riverside Drive. Ensuite le terrain d'Anaheim permit de faire encercler le parc Disneyland par le train. Ce n'est qu'en 1955, avec l'ouverture de Disneyland et des publicités que le public apprit l'existence du Carolwood Pacific Railroad.
Walt aimait tant les trains que le parc Disneyland en contenait plusieurs : Disneyland Railroad, Nature's Wonderland, le Casey Jr Circus Train. Walt Aimait aussi les systèmes de trains autre que la propulsion à vapeur ainsi il fit construire le Disneyland Monorail et le PeopleMover. Pour le Magic Kingdom de Walt Disney World Resort, Walt fit aussi construire plusieurs systèmes avec entre autres le Walt Disney World Railroad et le Walt Disney World Monorail, un vrai système de transports et non une attraction. Les autres parcs Disney ont depuis respectés cette tradition.

## L'héritage
Aujourd'hui la Walt Disney's Carolwood Barn située au 5202 Zoo Drive à Los Angles California, est ouverte gratuitement au public tous les 3e dimanches du mois de 11h à 15h sans réservation. Ce rassemblement de fans et de curieux est poncuté d'animations, musiques et anecdotes. Vous pourrez y visiter le hangar dans lequel Walt Disney venait se détendre et manipuler son train miniature, voir des archives historiques et des reproductions de produits et aussi échanger avec les bénévoles. Certains dimanches de proches collaborateurs de Walt Disney sont présents.  

## Sources
- Broggie, Michael, (1997, 2005) Walt Disney's Railroad Story: The Small-Scale Fascination That Led to a Full-Scale Kingdom Donning Company Publishers, Virginia Beach, Virginia,  (ISBN 1563420090).
- Thomas, Bob, (1994) Walt Disney : An American Original, Disney Editions,  (ISBN 0786861290).